# Lose Control (Teddy Swims)
Lose Control è un singolo del cantautore statunitense Teddy Swims, pubblicato il 23 giugno 2023 come secondo estratto dal primo album in studio I've Tried Everything but Therapy (Part 1).

## Descrizione
Il brano è stato scritto dallo stesso Swims, con il supporto creativo di Joshua Coleman, Julian Bunetta, Marco Rodriguez-Diaz e Jr.John Sudduth. La produzione è stata curata da Ammo e Julian Brunetta.
Riguardo la canzone l'autore ha dichiarato: «essere innamorati può essere una dipendenza, a volte. [...] La canzone parla della perdita di sé stessi, della perdita del controllo quando tutto inizia a crollare e si inizia a pensare che l'unica via d'uscita sia stare con quella persona, correndo appresso a quella sensazione più e più volte.»
L'artista ha dichiarato che la canzone è in qualche modo autobiografica, collegata a una sua relazione amorosa tossica, la quale non si è conclusa nel migliore dei modi. La pubblicazione del brano, infatti, è stata concomitante alla disavventura amorosa dell'autore, il quale ha anche dichiarato di aver abusato di sostanze stupefacenti e di alcool. Swims, in merito a Lose Control, ha infatti ammesso di raccontare "in gran parte il viaggio di quando ho affrontato tutto ciò, e anche il viaggio per guarire da come ho trattato me stesso e come mi sentivo non amabile".

## Tracce
Testi e musiche di Jaten Dimsdale, Joshua Coleman, Julian Bunetta, Marco Rodriguez-Diaz e Jr.John Sudduth.
Download digitale
1. Lose Control – 3:30

Download digitale – Live
1. Lose Control (Live) – 4:00
2. Lose Control – 3:30

Download digitale – Strings Version
1. Lose Control (Strings Version) – 3:28

Download digitale – Piano Version
1. Lose Control (piano version) – 3:26
2. Lose Control – 3:30
3. Lose Control (strings version) – 3:28
4. Lose Control (live) – 4:00

Download digitale – Slowed Down/Sped Up
1. Lose Control (Slowed down) – 3:56
2. Lose Control (Sped Up) – 2:55

Download digitale – BBC Radio 1 Live Lounge session
1. Lose Control (BBC Radio 1 Live Lounge session) – 3:27

Download digitale – Goddard Remix
1. Lose Control (Goddard Remix) – 2:40

Download digitale – Instrumental & A cappella
1. Lose Control (Instrumental) – 3:30
2. Lose Control (A cappella) – 3:25

Download digitale – Live at the Ryman
1. Lose Control (Live at the Ryman) (con Freak Feely) – 5:43

Download digitale – Tiësto Remix
1. Lose Control (Tiësto Remix) – 2:45
2. Lose Control (Tiësto Extended Remix) – 3:28

Download digitale – Radio Edit
1. Lose Control (Radio Edit) – 2:29

CD maxi single
1. Lose Control – 3:30
2. Lose Control (live) – 5:43 – con Freak Feely
3. Lose Control (strings version) – 3:28
4. Lose Control (piano version) – 3:26
5. Lose Control (A cappella) – 3:25
6. Lose Control (Instrumental) – 3:30

7"
1. Lose Control – 3:30
2. The Door – 3:32

## Successo commerciale
Lose Control è stata una sleeper hit, trovando viralità a livello globale solo verso la fine dell'anno. Durante i primi mesi del 2024 il brano ha ottenuto un interesse crescente da parte del pubblico ascoltatore, scalando le classifiche di Stati Uniti, Belgio, Svizzera e Lussemburgo e raggiungendo la Top 10 in una dozzina di altre classifiche mondiali, tra cui Canada, Australia, Nuova Zelanda e Regno Unito.
Negli Stati Uniti il brano ha rappresentato il primissimo ingresso in classifica dell'autore, debuttando alla posizione 99 nell'agosto 2023. Nel febbraio 2024 Lose Control ha raggiunto la prima posizione della Digital Songs, grazie alla vendita di 7 000 download digitali. Il brano è poi ritornato in vetta alla suddetta classifica per due settimane consecutive. Nella settimana di pubblicazione del 30 marzo 2024, grazie a 59,1 milioni di audience radiofonica, 23,2 milioni di streaming e 8 000 download digitali, Lose Control è asceso alla vetta della Billboard Hot 100 durante la sua 32ª settimana di permanenza, diventando uno dei brani ad impiegare il maggior numero di settimane prima di raggiungere la prima posizione. Il brano ha totalizzato 97 settimane in classifica, diventando quello con la più lunga permanenza nella storia della Billboard Hot 100, superando il precedente record di 91 settimane detenuto da Heat Waves dei Glass Animals.

## Classifiche

### Classifiche settimanali
| Classifica (2023-25) | Posizione massima |
| -------------------- | ----------------- |
| Argentina            | 37                |
| Australia            | 5                 |
| Austria              | 5                 |
| Belgio (Fiandre)     | 1                 |
| Belgio (Vallonia)    | 1                 |
| Bielorussia          | 5                 |
| Brasile              | 42                |
| Bulgaria             | 1                 |
| Canada               | 2                 |
| Danimarca            | 7                 |
| Estonia              | 1                 |
| Francia              | 6                 |
| Germania             | 6                 |
| Grecia               | 3                 |
| Irlanda              | 4                 |
| Islanda              | 1                 |
| Israele              | 24                |
| Italia               | 48                |
| Kazakistan           | 10                |
| Lettonia             | 4                 |
| Libano               | 7                 |
| Lituania             | 8                 |
| Lussemburgo          | 1                 |
| Moldavia             | 6                 |
| Norvegia             | 4                 |
| Nuova Zelanda        | 4                 |
| Paesi Bassi          | 3                 |
| Panama               | 103               |
| Polonia              | 10                |
| Portogallo           | 5                 |
| Regno Unito          | 2                 |
| Romania              | 4                 |
| Repubblica Ceca      | 11                |
| Romania              | 6                 |
| Russia               | 4                 |
| Slovacchia           | 10                |
| Spagna               | 40                |
| Stati Uniti          | 1                 |
| Sudafrica            | 10                |
| Svezia               | 15                |
| Svizzera             | 1                 |
| Ucraina              | 17                |
| Ungheria             | 29                |

### Classifiche di fine anno
| Classifica (2023) | Posizione |
| ----------------- | --------- |
| Belgio (Fiandre)  | 67        |
| Paesi Bassi       | 19        |
| Classifica (2024) | Posizione |
| Argentina         | 195       |
| Australia         | 5         |
| Austria           | 4         |
| Bielorussia       | 18        |
| Bulgaria          | 1         |
| Canada            | 3         |
| Danimarca         | 5         |
| Estonia           | 1         |
| Francia           | 11        |
| Germania          | 12        |
| Islanda           | 2         |
| Italia            | 64        |
| Moldavia          | 87        |
| Nuova Zelanda     | 1         |
| Paesi Bassi       | 7         |
| Polonia           | 17        |
| Portogallo        | 5         |
| Regno Unito       | 4         |
| Russia            | 44        |
| Spagna            | 46        |
| Stati Uniti       | 1         |
| Sudafrica         | 11        |
| Svezia            | 7         |
| Svizzera          | 2         |
| Ucraina           | 50        |
| Ungheria          | 59        |

### Classifiche di fine secolo
| Classifica (2000-2024) | Posizione |
| ---------------------- | --------- |
| Stati Uniti            | 37        |

## Date di pubblicazione
| Paese       | Data             | Formato/i                    | Versione/i                                                                             | Etichetta | Fonte         |
| ----------- | ---------------- | ---------------------------- | -------------------------------------------------------------------------------------- | --------- | ------------- |
| Mondo       | 23 giugno 2023   | Download digitale, streaming | Originale                                                                              | Warner    | [ 23 ]        |
| Mondo       | 14 luglio 2023   | Download digitale, streaming | Live                                                                                   | Warner    | [ 24 ]        |
| Mondo       | 28 luglio 2023   | Download digitale, streaming | Strings version                                                                        | Warner    | [ 25 ]        |
| Mondo       | 25 agosto 2023   | Download digitale, streaming | Piano version                                                                          | Warner    | [ 26 ]        |
| Italia      | 30 novembre 2023 | Radio                        | Originale                                                                              | Warner    | [ 95 ]        |
| Mondo       | 14 febbraio 2024 | Download digitale, streaming | Slowed down, sped up                                                                   | Warner    | [ 27 ] [ 28 ] |
| Mondo       | 15 febbraio 2024 | Download digitale, streaming | BBC Radio 1 Live Lounge session                                                        | Warner    | [ 29 ]        |
| Mondo       | 16 febbraio 2024 | Download digitale, streaming | Goddard.remix                                                                          | Warner    | [ 30 ]        |
| Mondo       | 1º marzo 2024    | Download digitale, streaming | Instrumental, a cappella                                                               | Warner    | [ 31 ]        |
| Mondo       | 5 marzo 2024     | Download digitale, streaming | Live at the Ryman                                                                      | Warner    | [ 32 ]        |
| Mondo       | 19 marzo 2024    | Download digitale, streaming | Tiësto remix, Tiësto extended remix                                                    | Warner    | [ 33 ]        |
| Mondo       | 21 marzo 2024    | Download digitale, streaming | Radio edit                                                                             | Warner    | [ 34 ]        |
| Stati Uniti | 26 aprile 2024   | CD maxi                      | Originale, live at the Ryman, strings version, piano version, a cappella, instrumental | Warner    | [ 35 ]        |
| Stati Uniti | 26 aprile 2024   | 7"                           | Originale                                                                              | Warner    | [ 36 ]        |